# Kenia en los Juegos Olímpicos de Roma 1960
Kenia estuvo representada en los Juegos Olímpicos de Roma 1960 por un total de 27 deportistas que compitieron en 4 deportes.  
El equipo olímpico keniano no obtuvo ninguna medalla en estos Juegos.